# (180103) 2003 FX6
2003 أف أكس 6 (ويعرف أيضًا باسم (180103) 2003 أف أكس 6 وفق تسمية الكوكب الصغير) (بالإنجليزية: 2003 FX6)‏ هو كويكب ضمن حزام الكويكبات؛ وترتيبه 180103 من حيث الاكتشاف.
اكتُشف هذا الجُرم الفلكي بواسطة جيمس ويتني يونغ في 26 مارس 2003.

## وصلات خارجية
- (180103) 2003 FX6 في قاعدة بيانات مختبر الدفع النفاث لأجرام النظام الشمسي الصغيرة

- الاكتشاف · مخطط المدار ·  العناصر المدارية · المعلمات المادية

- (180103) 2003 FX6 على موقع ويكي سكاي: DSS2, SDSS, GALEX, IRAS, Hydrogen α, X-Ray, Astrophoto, Sky Map, Articles and images